# Tachydromia subarrogans
Tachydromia subarrogans är en tvåvingeart som beskrevs av Nikolai Vasilevich Kovalev och Chvala 1985. Tachydromia subarrogans ingår i släktet Tachydromia och familjen puckeldansflugor.
Artens utbredningsområde är Ukraina. Inga underarter finns listade i Catalogue of Life.